# Екстрастріарна кора

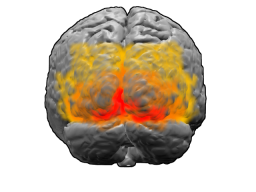
Екстрастріарна кора показана жовтим (поле Бродмана 19) і помаранчевим (поле Бродмана 18) кольорами. Зорова кора (поле Бродмана 17) показана жовтим кольором

Екстрастріарна кора — це ділянка потиличної зони кори головного мозку мозку ссавців, що знаходиться поряд зі стріарною (зоровою) корою (яка також відома під назвою первинна зорова кора). Згідно із Зоною класифікації зон кори за Бродманом, екстрастріарна кора охоплює поле Бродмана 18 і поле Бродмана 19, решта зорової кори охоплює поле Бродмана 17.

У приматів екстрастріарна кора включає зону V2, зону V3, зону V4, зону MT (інколи позначається як V5) і зону DP.
Екстрастріарна кора — центральна зорова ділянка середнього рівня. Нейрони екстрастріарної кори загалом відповідають на зорові стимули всередині відповідних власних рецептивних полів. Ці відповіді модулюються ефектами поза сигналами сітківки, такими як увага, робоча пам'ять і очікування.